# Scaphiophryne menabensis
Scaphiophryne menabensis é uma espécie de anfíbio anuros da família Microhylidae. Está presente em Madagáscar. A UICN classificou-a como pouco preocupante.